# Norbert Elgert
Norbert Elgert (ur. 13 stycznia 1957 w Gelsenkirchen) – niemiecki piłkarz grający na pozycji napastnika, trener. Jeden z najlepszych trenerów w młodzieżowej niemieckiej piłki nożnej. Członek kabiny honorowej Schalke Gelsenkirchen.

## Kariera piłkarska
Norbert Elgert karierę piłkarską rozpoczął w juniorach Westfalii Westerkappeln, w których grał do 1975 roku, jednocześnie ucząc się handlu w zakładzie kominiarskim. Następnie został zauważony przez władze klubu Bundesligi – Schalke Gelsenkirchen, z którym podpisał profesjonalny kontrakt. W Bundeslidze zadebiutował 9 sierpnia 1975 roku w przegranym 4:1 meczu wyjazdowym z Hamburgerem SV, w którym w 71. minucie zastąpił Bernda Thiele. W sierpniu 1975 roku rozegrał jeszcze 2 mecze ligowe, po czym z powodu choroby nerek nie mógł grać w meczach. W listopadzie 1975 roku został zawodnikiem Westfalii Herne, jednak w 1978 roku wrócił do Schalke Gelsenkirchen. 19 stycznia 1980 roku w wygranym 1:0 meczu domowym z Borussią Mönchengladbach zdobył swojego pierwszego gola w Bundeslidze. W sezonie 1980/1981 z 10 golami był najlepszym strzelcem Królewsko-Niebieskich, którzy jednak zakończyli rozgrywki ligowe na przedostatnim – 17. miejscu i spadli do 2. Bundesligi, jednak w sezonie 1981/1982 zdobył 5 goli oraz awansował z Królewsko-Niebieskimi do Bundesligi, po czym odszedł z klubu.
Po sezonie 1981/1982 został w 2. Bundeslidze, przenosząc się do VfL Osnabrück, jednak po zaledwie jednym, przegranym 6 sierpnia 1980 roku 4:0 w meczu wyjazdowym z Kickers Offenbach, przeniósł się do Wattenscheid 09, w którym grał do 1985 roku. Następnie przeniósł się do SuS Dinslaken, w którym w 1990 roku zakończył piłkarską karierę. Łącznie w Bundeslidze rozegrał 57 meczów, w których zdobył 12 goli, natomiast w 2. Bundeslidze rozegrał 96 meczów, w których zdobył 24 gole.

## Kariera trenerska
Norbert Elgert po zakończeniu kariery piłkarskiej oraz uzyskaniu wraz z Klausem Augenthalerem rozpoczął karierę trenerską. W latach 1990–1992 był trenerem amatorskiego klubu młodzieżowego – SV Schermbeck. Następnie trenował: SuS Dinslaken (1993), Wattenscheid U-19 (1993–1995) oraz FC Rhade (1995–1996).
Następnie w 1996 roku z ramienia Rudiego Assauera został trenerem Schalke Gelsenkirchen U-19, którego trenował do 2002 roku oraz ponownie trenuje od 2003 roku, a także z którym odnosi największe sukcesy w karierze trenerskiej: trzykrotne mistrzostwo Niemiec juniorów starszych (2006, 2012, 2015), wicemistrzostwo Niemiec juniorów starszych (2018), dwukrotnie zdobył Puchar Niemiec juniorów (2002, 2005) oraz dotarł do finału Pucharu Niemiec juniorów 2013/2014, a także trenował zawodników, którzy stanowili człon seniorskiej drużyny klubu, a także reprezentacji Niemiec: Julian Draxler, İlkay Gündoğan, Mike Hanke, Benedikt Höwedes, Pierre-Michel Lasogga, Christoph Metzelder, Manuel Neuer, Mesut Özil, Christian Pander, Leroy Sané, a także reprezentanci innych krajów: reprezentant Polski – Sebastian Boenisch, reprezentant Bośni i Hercegowiny – Sead Kolašinac, reprezentant Kamerunu – Joël Matip, reprezentant Czech – Filip Trojan oraz reprezentant Peru – Carlos Zambrano. Za swoje zasługi 3 kwietnia 2014 roku został wybrany Trenerem Roku w Niemczech w 2013 roku.
W latach 2002–2003 był asystentem Franka Neubartha w seniorskiej drużynie Królewsko-Niebieskich, jednak po jego odejściu Elgert wrócił do trenowania Schalke Gelsenkirchen U-19.

## Sukcesy

### Zawodnicze
Schalke Gelsenkirchen
- Awans do Bundesligi: 1982

### Trenerskie
Schalke Gelsenkirchen U-19
- Mistrzostwo Niemiec juniorów starszych: 2006, 2012, 2015
- Wicemistrzostwo Niemiec juniorów starszych: 2018
- Puchar Niemiec juniorów: 2002, 2005
- Finał Pucharu Niemiec juniorów: 2014

### Indywidualne
- Trener Roku w Niemczech: 2013
- Członek kabiny honorowej Schalke Gelsenkirchen

## Cytat
Urodziłem się na węglu i ochrzciłem się wodą rzeki Emscher.